# Brestovac (Bor)
Brestovac (Servisch cyrillisch Брестовац) is een plaats in de Servische gemeente Bor. De plaats telt 2950 inwoners (2002).